# Anomala phyllochroma
Anomala phyllochroma är en skalbaggsart som beskrevs av Ohaus 1916. Anomala phyllochroma ingår i släktet Anomala och familjen Rutelidae. Inga underarter finns listade i Catalogue of Life.